# Transnordestina Logística

Streckennetz der Transnordestina Logística S.A. Brasilien

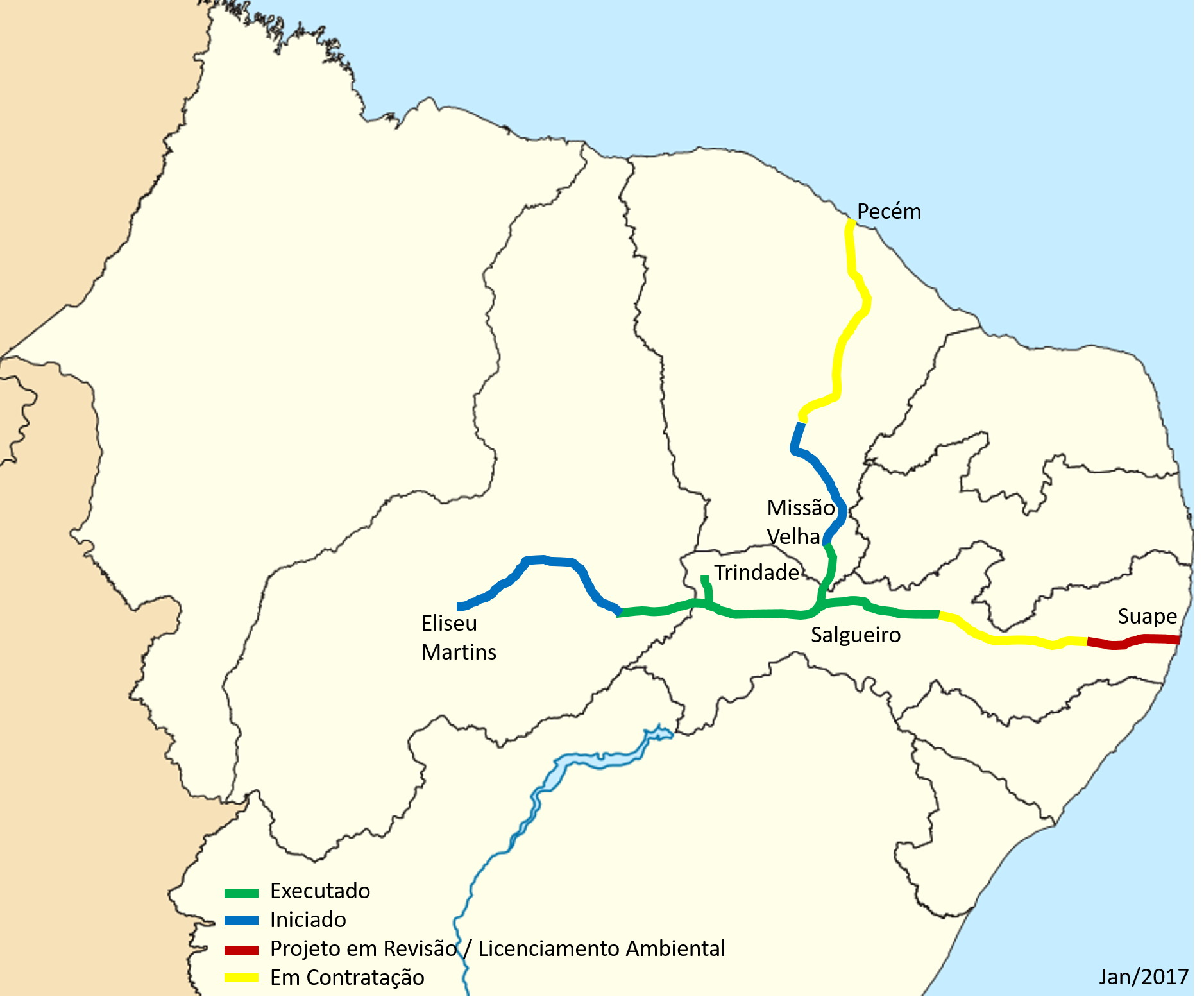
Neubaustrecke der Transnordestina Logística S.A. Brasilien, Stand Januar 2017 (Executado – Fertiggestellt, Iniciado – Begonnen, Projeto em Revisão / Licenciamento Ambiental – Projekt in Prüfung / Umweltgenehmigung, Em Contratação – Vertrag abgeschlossen)

Die Bahngesellschaft Transnordestina Logística S/A gehört zur Firmengruppe des Stahlunternehmens Companhia Siderúrgica Nacional. Bis 1998 gehörte diese Bahnlinie zu der staatlichen Eisenbahngesellschaft Rede Ferroviária Federal und nannte sich Companhia Ferroviária do Nordeste S/A. Die Bahnstrecke verbindet die brasilianischen Bundesstaaten Sergipe, Alagoas, Pernambuco, Paraíba, Rio Grande do Norte, Ceará, Piauí und den Bundesstaat Maranhão miteinander und verfügt über ein Streckennetz von 4.238 km Länge. Auf diesem Streckennetz verkehren insgesamt 72 Lokomotiven. Die Hauptverwaltung der Bahn befindet sich in Fortaleza im Bundesstaat Ceará.

## Ausbauprojekte
Seit 2006 errichtet die Transnordestina eine neue T-förmige Breitspurstrecke (1600 mm) zu den Häfen Pecém und Suape. Das Projekt ist jedoch mehrere Jahre in Verzug.
| Ausbaustrecken der Transnordestina | Streckenlänge    | Baufortschritt      |
| ---------------------------------- | ---------------- | ------------------- |
| Missão Velha – Salgueiro           | 96 km            | 2010 im Bau         |
| Missão Velha – Pecem               | 527 km           | 2010 fertiggestellt |
| Salgueiro – Suape                  | 522 km           | 2010 fertiggestellt |
| Salgueiro – Trindade               | 166 km           | 2010 im Bau         |
| Trindade – Eliseu Martins          | 420 km           | 2010 projektiert    |
|                                    | Gesamt: 1.728 km |                     |